# Amparibe
Amparibe est un quartier de la capitale de Madagascar, Antananarivo.
C'est le lieu de naissance de la dernière reine de Madagascar Ranavalona III (1861-1917).

## Écoles
- Collèges de France campus Amparibe[2]